# Roxas (Isabela)
Roxas è una municipalità di seconda classe delle Filippine, situata nella Provincia di Isabela, nella Regione della Valle di Cagayan.
Roxas è formata da 26 baranggay:
- Anao
- Bantug (Pob.)
- Doña Concha
- Imbiao
- Lanting
- Lucban
- Luna (Pob.)
- Marcos
- Masigun
- Matusalem
- Muñoz East
- Muñoz West
- Quiling

- Rang-ayan
- Rizal (Pob.)
- San Antonio
- San Jose
- San Luis
- San Pedro
- San Placido
- San Rafael
- Simimbaan
- Sinamar
- Sotero Nuesa
- Villa Concepcion
- Vira (Pob.)